# Chelonus pannonicus
Chelonus pannonicus är en stekelart som beskrevs av Szepligeti 1896. Chelonus pannonicus ingår i släktet Chelonus och familjen bracksteklar. Utöver nominatformen finns också underarten C. p. szepligetii.